# 마에다 도시이에
마에다 도시이에(일본어: 前田利家, 덴분 7년(1538년) ~ 게이초 4년 윤3월 3일(1599년 4월 27일))는 센고쿠 시대 및 아즈치모모야마 시대의 무장이며, 에도 시대의 최대의 번으로 일컬어지는 가가번의 번주였던 가가 마에다가의 시조(始祖)이다.
오다 노부나가를 따르던 심복 장수 가운데 한 명이었으며 창을 무기로 즐겨 써 '창의 마타자에몬'(槍の又左衛門 야리노 마타자에몬[*]) 또는 '창의 마타자'(槍の又左)란 별칭으로도 불리었다. 조정으로부터 대납언(大納言)의 품계를 받았으며, 도요토미 정권 당시 고다이로의 한 명으로, 도쿠가와 이에야스와 쌍벽을 이루는 인망과 능력을 가졌다.

## 생애

### 젊은 시절
오와리국 가이토군(海東郡) 아라코촌(荒子村) (현재의 아이치현 나고야시 나카가와구)의 토호였던 마에다 도시마사(前田利昌)의 4남으로 태어났다. 어렸을 적의 이름은 이누치요(犬千代), 1551년(덴분 20년)에 14세의 나이에, 오다 노부나가를 모시게 되며, 성인이 되어 '마에다 마타자에몬 도시이에'(前田又左衞門利家)라는 이름을 쓰게 되었다.(마타시로(又四郎)라는 이름도 사용)
청년 시대에는 혈기가 넘치는 모습으로, '창의 마타자에몬', '창의 마타자' 등의 별명으로도 불리었다. 1552년 (덴분 21년)의 가야즈 전투(萱津の戦い)에 첫 출진을 하여, 오다 가문의 권력 투쟁 격인 이노 전투(稲生の戦い)에서 공적을 세웠다. 이후 노부나가의 친위 부대인 아카호로슈(赤母衣衆)의 일원이 되어, 녹읍을 받고 가신을 거느리게 되었다. 1558년 (에이로쿠 원년)에 마쓰(まつ, 호슌인(芳春院))을 아내로 받아들이게 되나, 다음해 1559년 아카호로슈의 동료였던 주아미(拾阿弥)와 다투다가 그를 죽인 죄로 인해 출사를 정지당하는 처분을 받아 직을 잃게 된다.
그러나 다음 해인 1560년 (에이로쿠 3년), 오케하자마 전투 및 모리베 전투(森部の戦い)의 공적으로 다시 노부나가의 부름을 받게 된다. 도시이에의 처분 기간 중 부친 도시마사가 죽어, 마에다 가문의 장남이었던 도시히사(利久)가 당주 자리를 물려받았으나, 노부나가는 1569년(에이로쿠 12년)에 도시이에를 마에다 가문의 당주자리를 물려받도록 명한다.
이후 도시이에는 노부나가가 추진하는 센고쿠 통일 사업에 참가해 1570년 (겐키 원년) 9월에는 아자이씨(浅井氏)·아사쿠라씨(朝倉氏)와의 아네가와 전투, 1574년 덴쇼 2년의 나가시마의 잇코잇키(長島一向一揆), 1575년(덴쇼 3년)의 나가시노 전투 등에 참전한 것으로 확인되나, 높은 직책을 받지 못하여 큰 무공을 세울 기회는 적었었으라 여겨진다.

### 호쿠리쿠 방면
1574년(덴쇼 2년)에는 시바타 가쓰이에 휘하의 무장으로 에치젠국의 난 진압에 참가하였다. 다음 해 난이 평정된 후 삿사 나리마사, 후와 미쓰하루(不破光治)와 함께 후추 10만 석을 수여받았다. (이들 3명은 이후 후추산닌슈(府中三人衆)라 불리게 되었다) 그 뒤로도 가쓰이에의 밑에서 우에스기군과의 전투 등 호쿠리쿠 지방의 평정에 종사하였으나, 한편 노부나가의 명에 의해 셋쓰국의 아리오카성(有岡城) 공성전, 하리마국의 미키성(三木城) 공성전 (이른바 '미키합전'(三木合戦))에도 참가하는 등, 노부나가의 직접 지휘 또한 계속 받았었다고 여겨진다.
1581년(덴쇼 9년)에 우에스기 가게카쓰 군이 토벌당한 노토국의 나나오성(七尾城, 이시카와현 나나오시)의 주인이 되어, 노토 지역의 23만석을 소유한 다이묘가 되었다. 다음해 난공불락이기는 하나 나루터에 가까운 마을과는 떨어져 있었던 나나오 성을 폐성시키고, 나루터를 둘러싼 작은 산을 근거지로 삼아 고마루야마성(小丸山城, 나나오시)을 축성한다.

### 시즈가타케 전투
1582년 (덴쇼 10년) 6월의 혼노지의 변으로 노부나가가 아케치 미쓰히데에 의해 쓰러질 당시, 도시이에는 시바타 가쓰이에를 따라 우에스기 가게카쓰가 농성중인 엣추국의 우오즈성(魚津城)을 공략하고 있었던 중이라, 히데요시의 미쓰히데 공격에 참가하지는 못하였다.
미쓰히데가 죽은 후 얼마 되지 않은 같은 달 27일, 오다 가문의 후계자 인사 등을 결정하는 기요스 회의(清洲会議)에서 하시바 히데요시(羽柴秀吉, 뒤의 도요토미 히데요시)와 시바타 가쓰이에가 대립하게 되어, 시바타 밑에 있었던 도시이에 또한 시바타 편에 섰다. 같은 해 11월에 가쓰이에의 명을 받아, 가나모리 나가치카, 후와 나오미쓰와 함께, 야마시로의 호세키지 성(宝積寺城, 현 교토부 오야마자키정)에 있었던 히데요시와 대치하여, 일시적 화해 교섭을 시도하나, 이 때에 히데요시에게 거꾸로 회유를 당하였다고 전해진다. (도시이에와 히데요시는 예전부터 친우 관계에 있었기에, 옛 친구와 대립하게 되는 것으로 고심을 하였다고 한다)
다음해인 1583년 (덴쇼 11년) 4월의 시즈가타케 전투에서, 도시이에는 5,000여명의 병사를 이끌고 시바타 군에 포함되어 포진을 하였으나, 전투의 와중에 돌연 퇴각을 하여, 이로 인해 하시바 군의 승리가 결정지어지게 되었다. 이 후 에치젠의 후추성(후쿠이현 에치젠시 소재, 구 다케후(武生) 시)에 진을 친 도시이에는, 그 후 히데요시의 사자로 온 호리 히데마사의 권고에 따라 항복하여, 기타노쇼성(후쿠이시)에 틀어박힌 시바타 가쓰이에 토벌군의 선봉이 된다. 이 전투 후 기존 영지의 보전은 물론, 사쿠마 모리마사(佐久間盛政)의 영지였던 가가국의 2개의 군(郡)을 받아, 오야마성(尾山城, 이후의 가나자와성)으로 본거지를 옮긴다.
1584년 (덴쇼 12년), 히데요시와 오다 노부카쓰 간의 고마키·나가쿠테 전투에서는 오다 측의 도쿠가와 이에야스에 호응하여 노토를 침공한 삿사 나리마사를 스에모리성에서 격퇴하였다. 다음 해인 1585년 10만의 대군을 이끌고 히데요시는 엣추 국을 공격하여 삿사의 항복을 받아낸다.

### 도요토미 정권
그 후, 규슈 정벌에서는 8,000의 병력으로 히데요시의 본거지의 수비를 맡았다. (대신 아들 도시나가가 규슈까지 종군함) 1590년의 호조 가문의 제압을 위한 오다와라 정벌에서는 우에스기 가게카쓰와 사나다 마사유키 등과 함께 하치오지 성 등 호조 가문의 성들을 제압하였다. 그 후 오슈(奥州, 도호쿠 지방)의 난부 노부나오(南部信直), 다테 마사무네 등을 도요토미 가문으로 복속시키는 교섭 역할을 맡았다.
일본 국내를 통일한 히데요시가 임진왜란을 일으켰을 당시에는 도쿠가와 이에야스와 더불어 나고야성 진중에 남아 있었다. 이때 마츠의 시녀 지요(千代)와의 사이에서 아들 '사루치요'(猿千代), 이후에 제3대 가가 번주가 되는 마에다 도시쓰네(前田利常)를 얻게 된다.
도요토미 정권기에는 도쿠가와 이에야스와 나란히 중신으로서의 대접을 받아, 히데요시가 오대로, 오부교 제도를 세울 당시 도시이에를 5대로의 서열 2위로서 다이나곤 관직을 수여하였으며, 히데요시의 아들 히데요리의 후견인의 위치에 있었다. 1598년 집안의 상속권을 장남 도시나가에게 물려주고 은퇴한다. 그 뒤 병으로 인해 위독해진 히데요시는 히데요리를 도시이에에게 맡기며 사망한다.

### 말년
그러나, 도쿠가와 이에야스가 히데요시와의 약속을 깨고, 다테 마사무네와 하치스카 이에마사 등과의 무단 혼인 정책을 진행시키자, 도시이에는 이에 반발하며 전 다이묘들이 이에야스 및 도시이에의 저택에 집결하는 사태가 벌어진다. 도시이에 쪽으로는 3명의 대로 우에스기 가게카쓰, 모리 데루모토, 우키타 히데이에와 이시다 미쓰나리, 이후 세키가하라 전투에서 이에야스 쪽으로 붙게 되는 호소카와 다다오키, 아사노 요시나가, 가토 기요마사, 가토 요시아키 등이 가담했으나, 도시이에가 이에야스 쪽을 방문하게 되며, 이에야스도 도시이에와 대립하는 것은 불리함을 깨닫고 화해를 하게 된다. 그 직후, 도시이에의 병이 악화되어, 이에야스가 문병을 위해 도시이에의 자택을 방문했을 당시, 도시이에가 칼을 이불 밑에 숨겨놓았었다는 에피소드가 남아 있다.
오사카의 자택에서 향년 61세를 일기로 병사한다.
도시이에의 사망 후, 이에야스에 의해 가가(加賀) 정벌이 검토될 당시, 장남 마에다 도시나가는 처음에는 이에 맞서기 위해 성을 증강하는 등의 준비를 하였으나, 어머니 호슌인(芳春院)이 인질이 되는 것을 조건으로 철회를 하게 된다. 이후 우에스기가 이에야스에 항명을 하여 약 80만 석을 잃게 된 결과를 볼 때 마에다 가문의 선견지명이 옳았으리라고 볼 수 있다. 그러나, 이에야스와 유일하게 맞설 수 있을 정도의 인망과 무력을 가졌던 도시이에의 사망은, 도요토미 가문의 멸망의 결정적인 요인 가운데 하나였다는 해석이 가능하다.

## 관련 작품

### 드라마
일본
- 《토시이에와 마츠》 (NHK, 2002년, 배우: 카라사와 토시아키)
- 《공명의 갈림길 (드라마)》 (NHK, 2006년, 배우: 카라사와 토시아키(우정출현))
- 《군사 칸베에》 (NHK, 2014년, 배우: 요코우치 타다시)

한국
- 《징비록》(KBS, 2015년, 배우: 조상구)

## 같이 보기
- 오다 노부나가
- 도요토미 히데요시
- 도쿠가와 이에야스
- 가나자와성
- 스에모리성
- 마쓰야마성
- 아오토리성
- 아라코 칸논(荒子観音)
- 마에다 소쿠넨지(前田速念寺, 前田城祉)
- 오야마 신사